# Матроналии
Матрона́лии (лат. Matronalia «день матрон, то есть замужних женщин»; лат. Femineae kalendae «женские календы»; лат. Kalendae Martiae «календы марта») — празднества в Древнем Риме, которые проводились замужними женщинами ежегодно 1 марта. Праздник был посвящён Юноне Луцине, покровительнице деторождения. В греческом пантеоне ей соответствовала Илифия. 
Это празднество, по преданию, было установлено Ромулом в память учреждения браков после того как жёны римлян остановили войну сабинян с римлянами и спасли Рим.

## Описание
В этот день римские женщины с распущенными волосами с венками в руках шествовали к храму Юноны на Эсквилинском холме и вместе с молениями о счастье в семейной жизни приносили Юноне жертвы из цветов и ладана.
В матроналиях принимали участие лишь матроны, почтенные, замужние женщины, состоявшие в законном браке, рабыням присутствовать запрещалось. До реформ римского календаря эта дата совпадала с Новым годом. Дата праздника означала освящение храма Юноны Луцины на Эсквилинском холме в Риме и, возможно, заключение мира между римлянами и сабинами.
Женщины получали подарки от мужей и дочерей, женщины также готовили еду для рабов в хозяйстве, которые в этот день имели «выходной». Праздновали не только на женской половине дома. Облаченные в лучшие одежды, с благоухающими венками на головах римлянки шествовали к храму Юноны Луцины и с молениями о счастье в браке приносили в жертву цветы. В других местах стекались в Круглый храм богини Весты — хранительницы домашнего очага и очага римской общины.
Подобный праздник праздновался замужними женщинами вместе с рабынями 7 июля в честь «Козьей Юноны» (лат. Iuno Caprotina), на Козьем болоте, так называемые «капротинские ноны» (лат. nonae caprotinae), и посвящён был Матуте (лат. Matuta) — богине утра, покровительнице новорождённых.